# Yyteri
Yyteri (suédois : Ytterö) est un quartier et une plage de Pori en Finlande. 

## La plage
Yyteri est située à environ 17 km du centre ville au bord de la mer Baltique.
On la connait pour sa plage qui s'étend sur 6 kilomètres et ses dunes.
On peut y pratiquer le Golf, l'équitation, le volley sur sable et le Surf.
Yyteri a plus de 30 kilomètres de sentiers de randonnées et plus de 10 tours d'observation des oiseaux.
Il y a un camp de nudistes de quelques centaines de mètres de largeur au centre de la plage.
En 1965, les Rolling Stones ont joué leur tout premier concert en Finlande à Yyteri.

## Accès
Des lignes de bus permettre de rejoindre Pori.

## Galerie

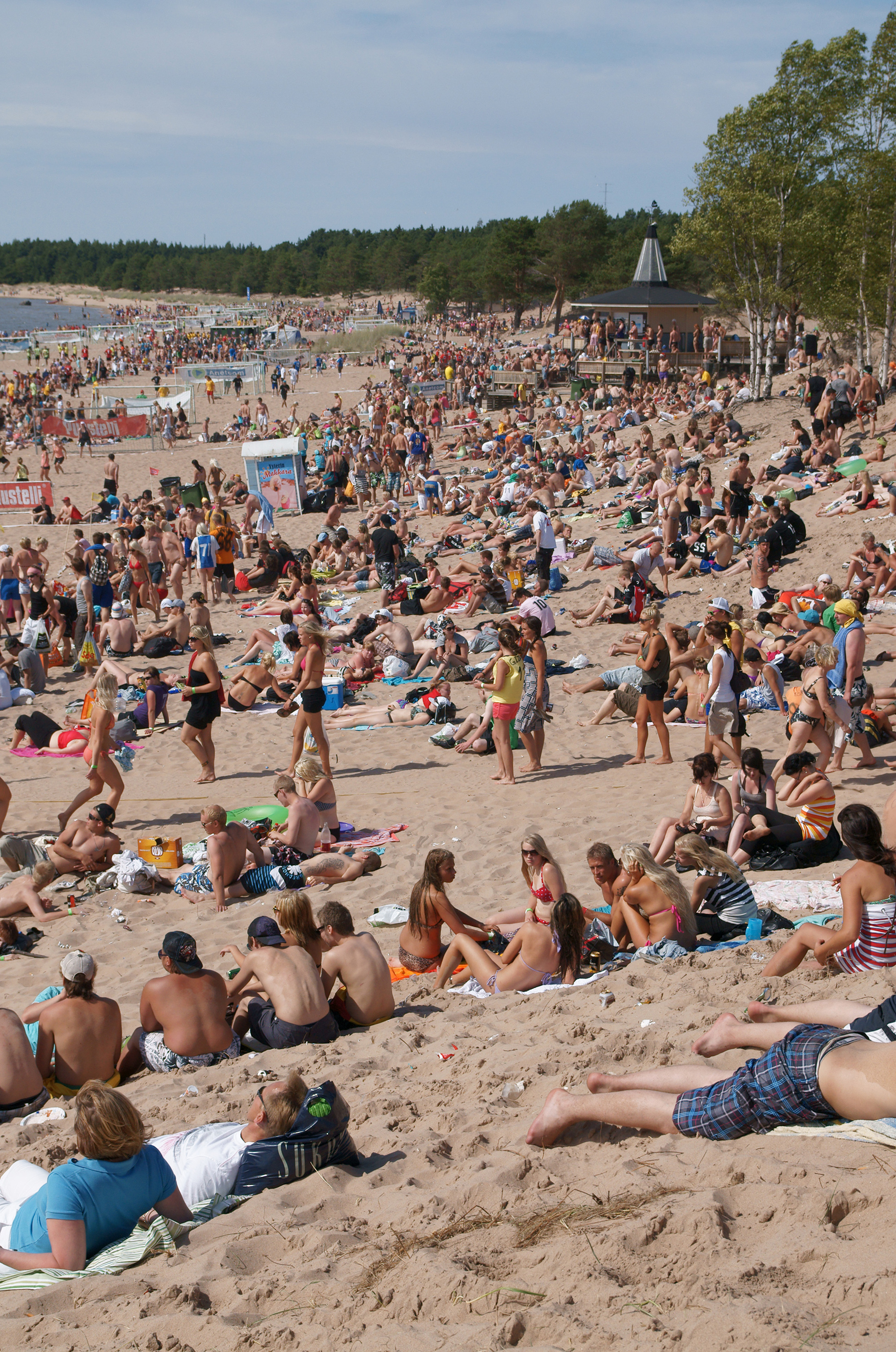
La plage d'Yteri.
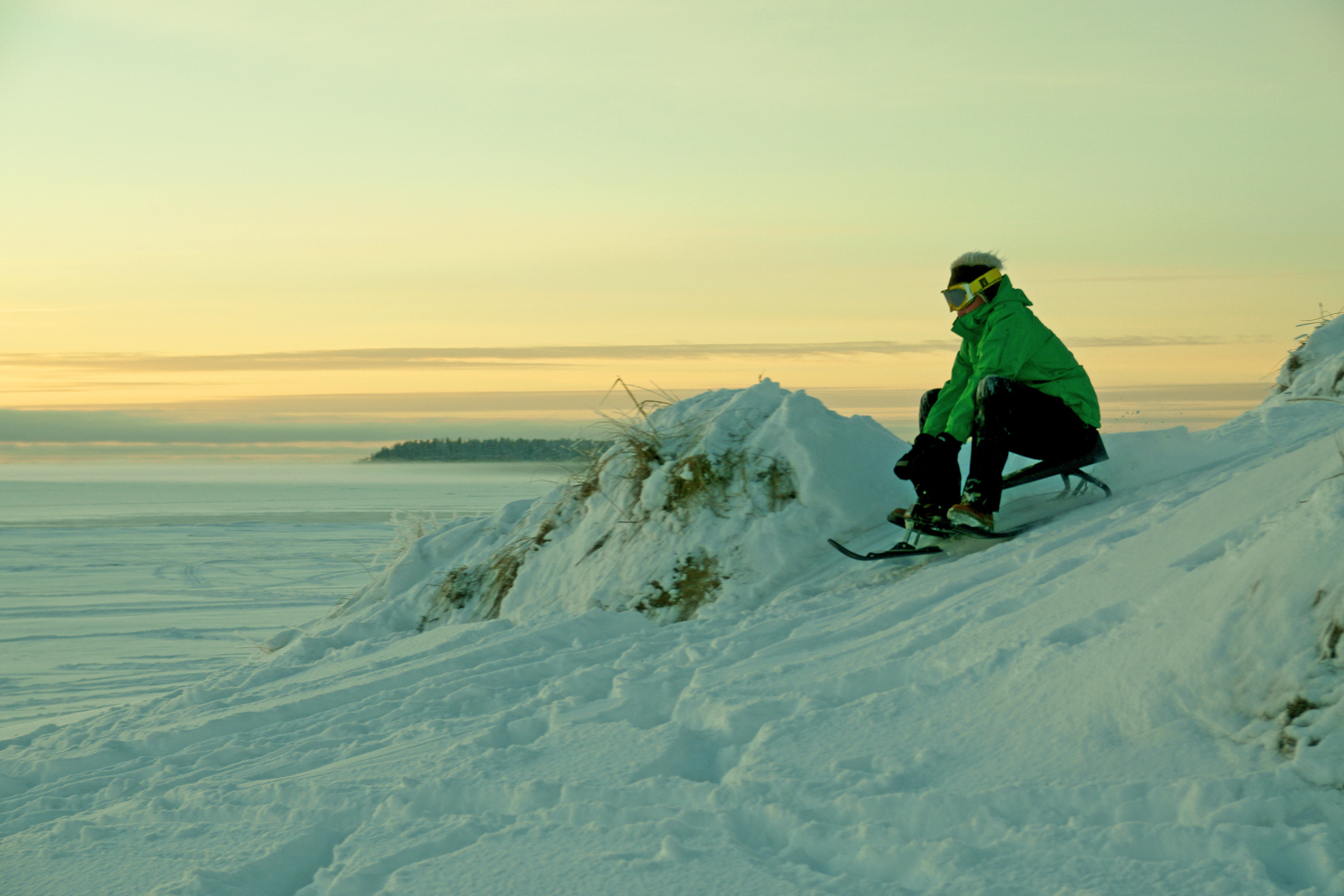
Les dunes d'Yyteri.
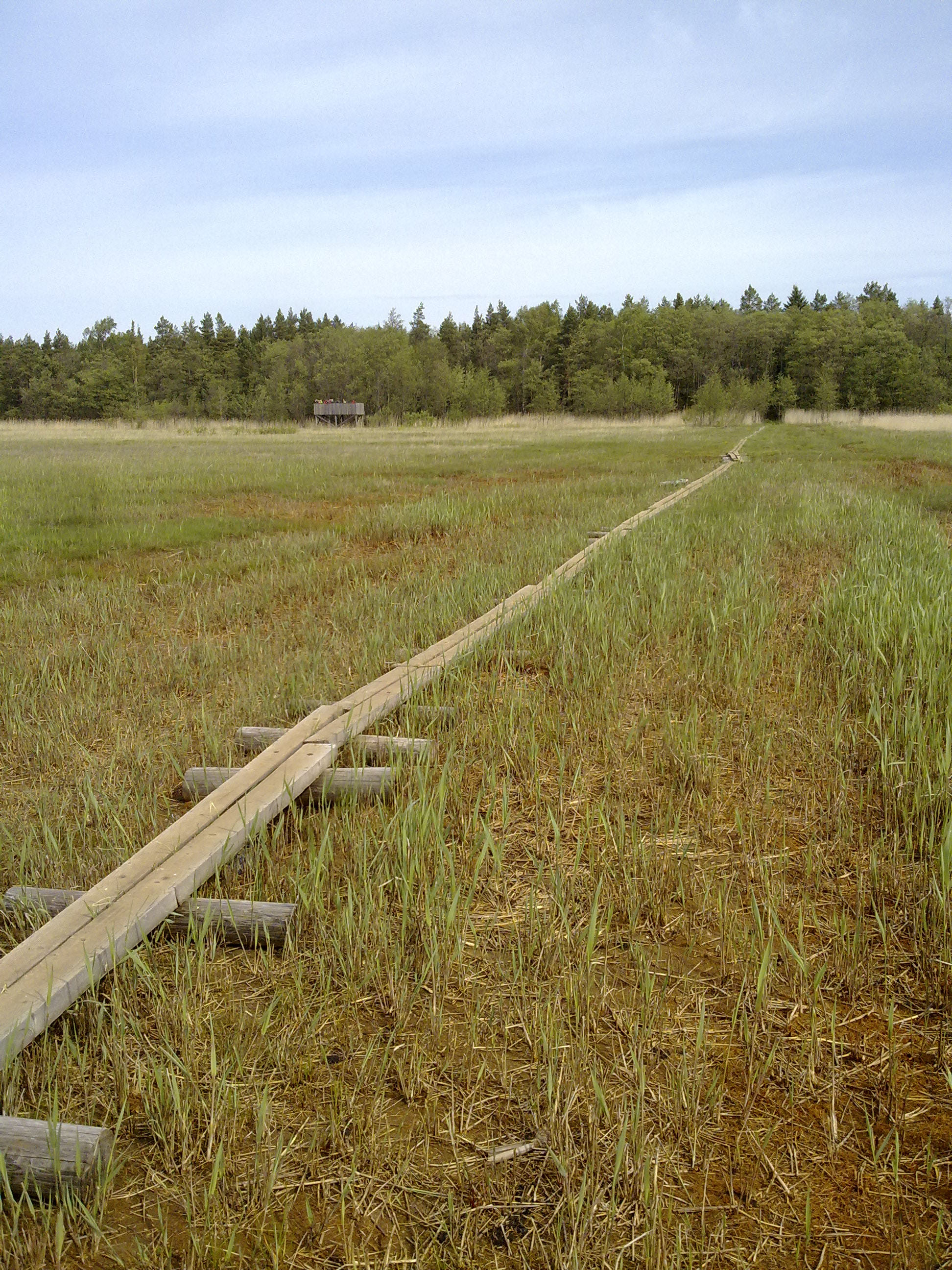
Sentier de randonnée.
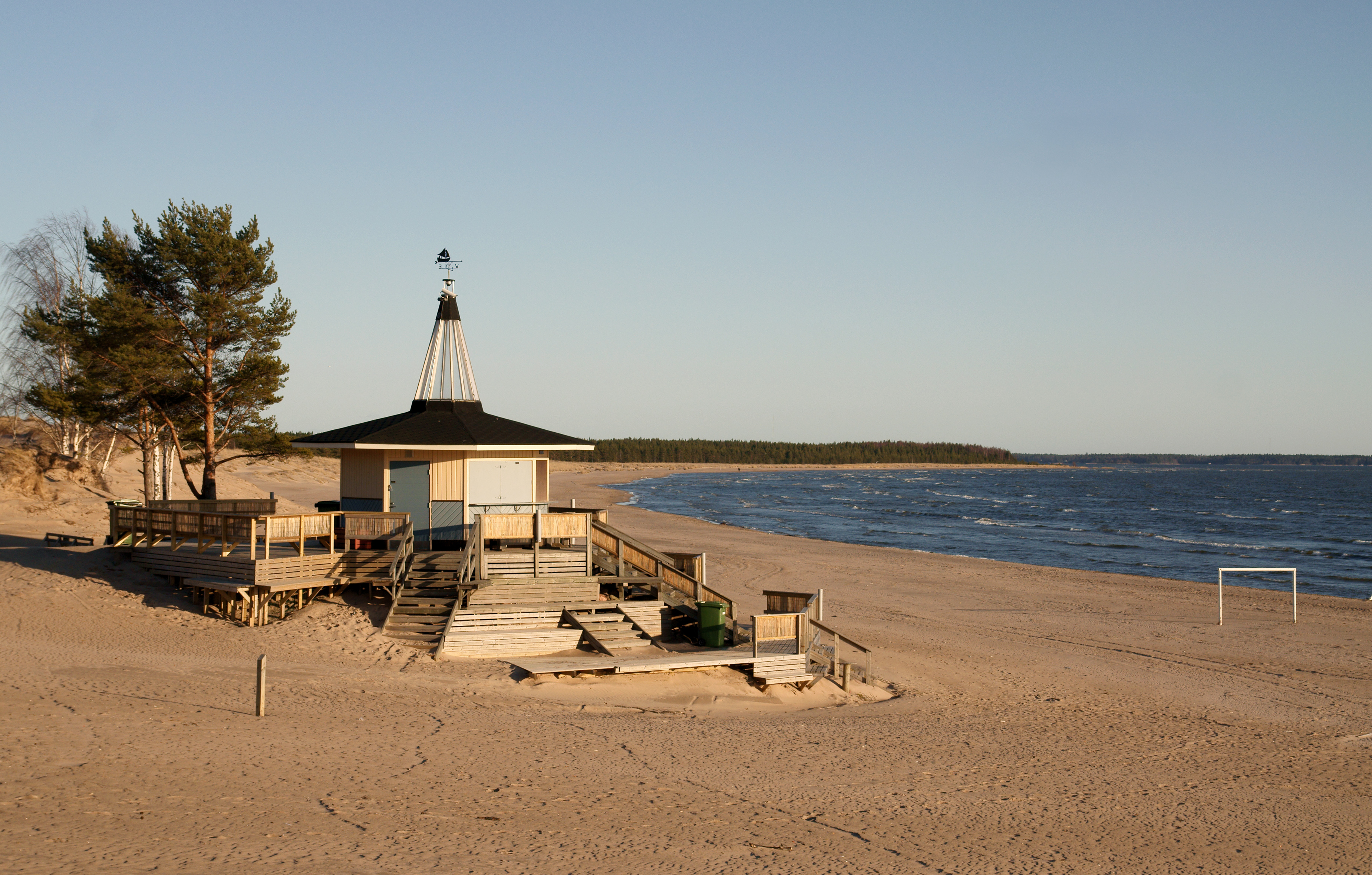
Le bar Bikini sur la plage.
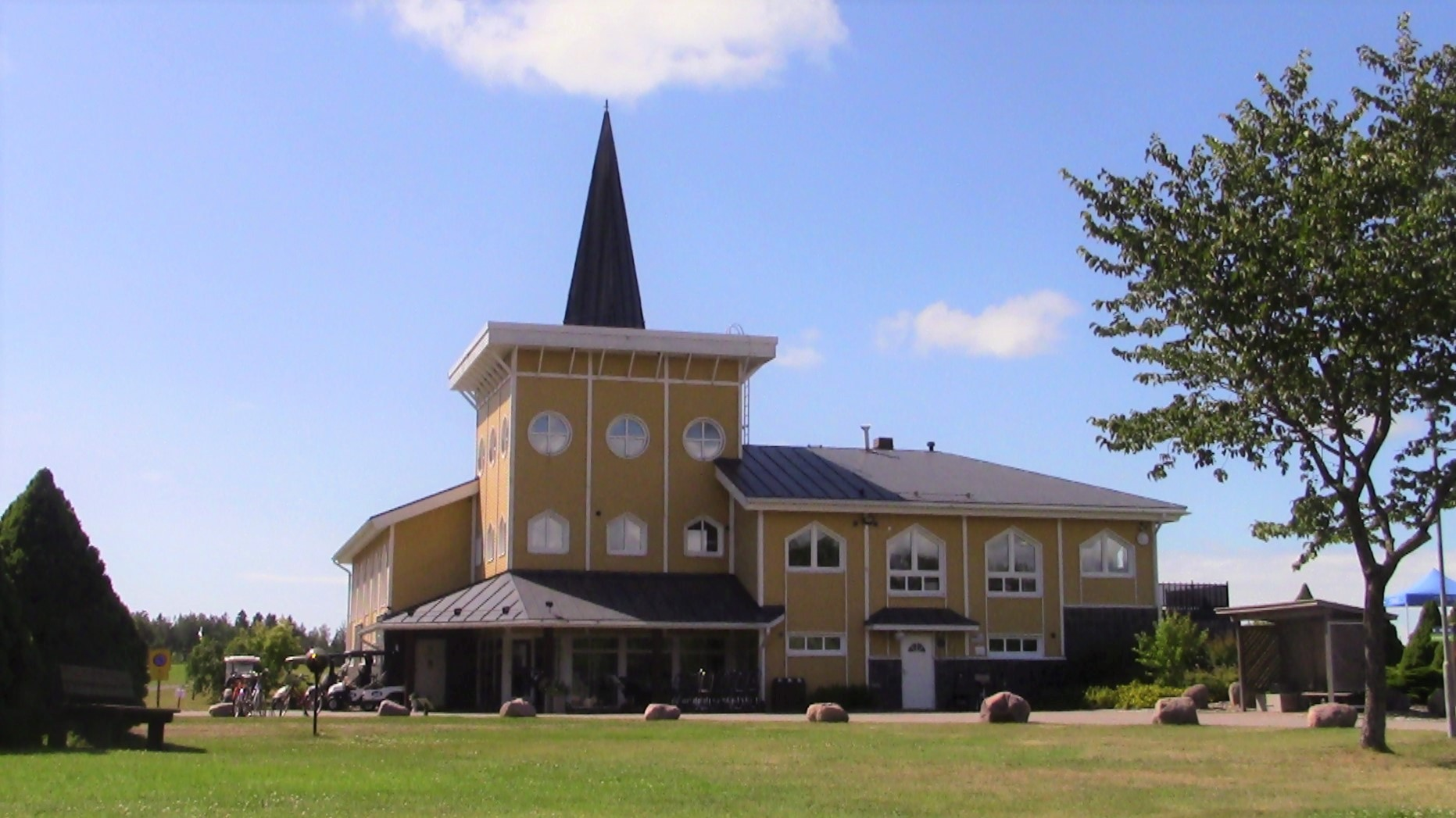
Chalet du club de golf à 19 trous.
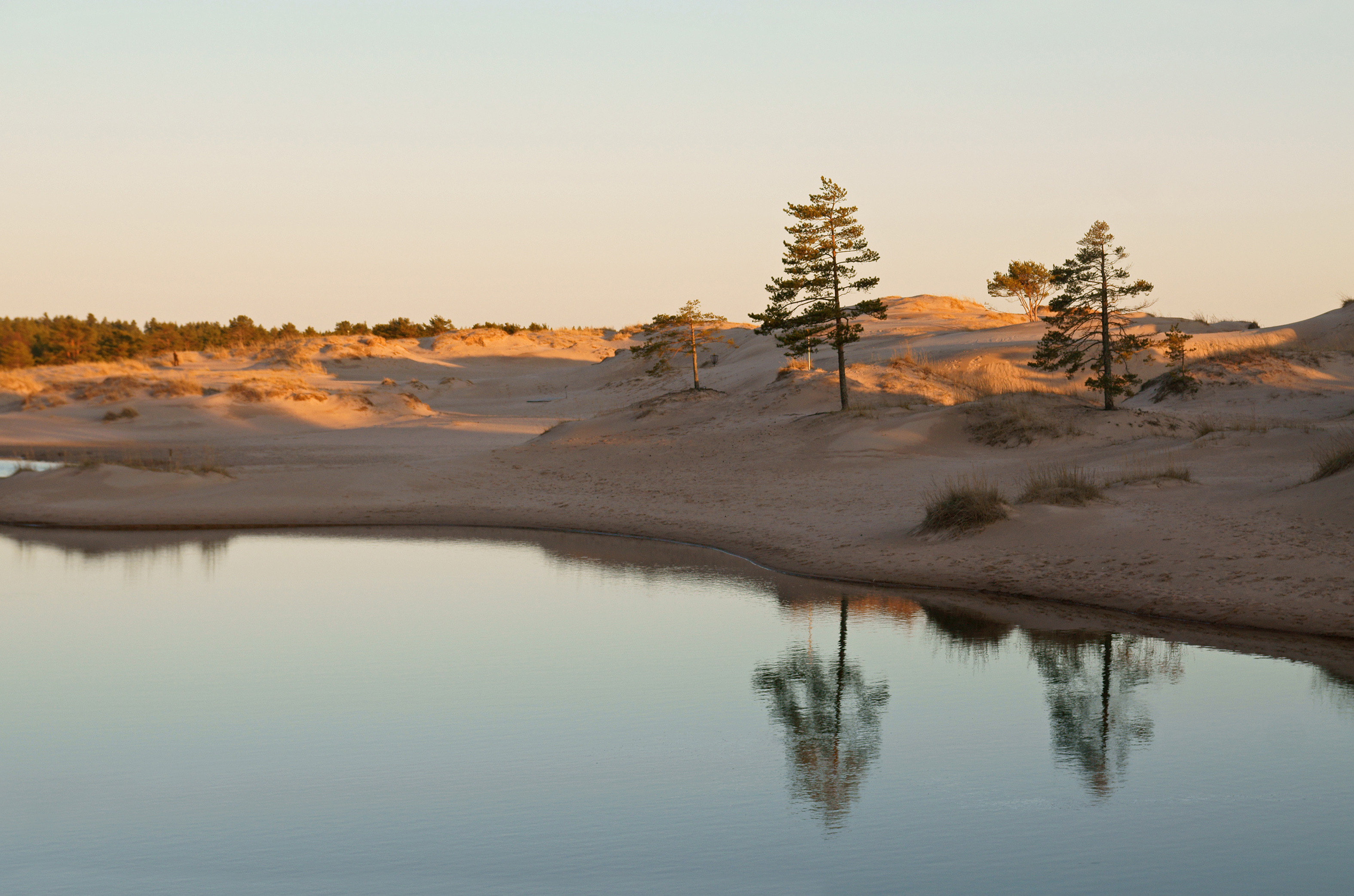
Étang proche de la plage.
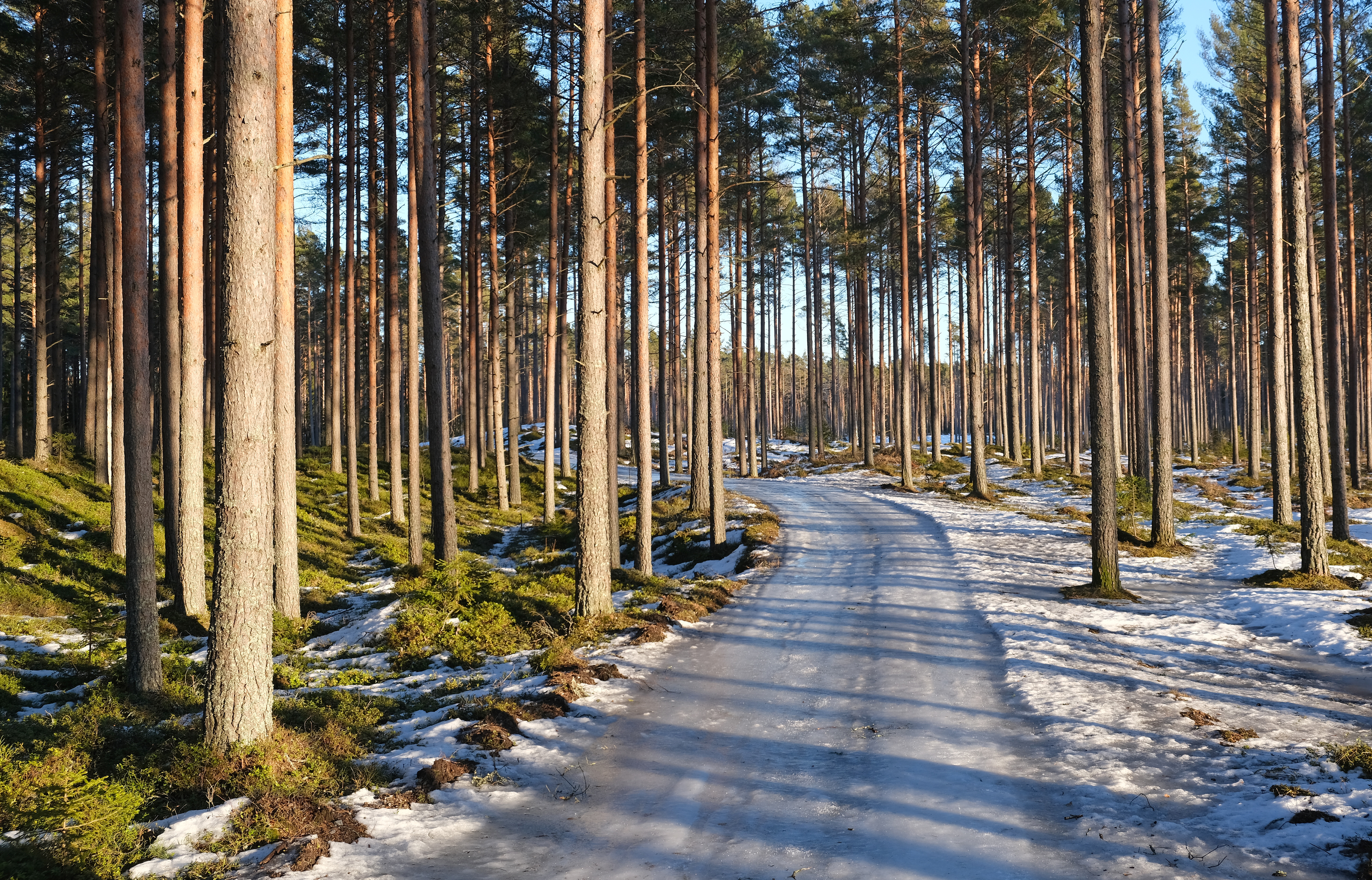
Fin d'hiver en forêt près d'Yteri. Mars 2022.